# 勢至堂峠

勢至堂峠（せいしどうとうげ）は、福島県郡山市と福島県須賀川市の境界にある峠である。現在は国道294号が経由している。標高723メートル。

## 概要
江戸時代、陸奥国会津若松と白河を結ぶ白河街道が経由していた。県道白河若松線として指定され、後年主要地方道白河猪苗代線となったのち、現在は国道294号が当峠を経由しており、勢至堂トンネルによって通過している。現在、郡山市側は同市湖南町三代、須賀川市側は同市勢至堂に属している。峠の南側には白河街道の勢至堂宿があった。また、同じく峠の南側には勢至堂渓谷がある。

## 旧道
現在旧道は通行止め、立ち入り禁止になっている。旧道はトンネルを経由せず、ヘアピンカーブなどにより峠の切り通しを経由して峠を越えていた。旧道沿いには殿様清水、太閤道の史跡がある。太閤道は豊臣秀吉が伊達政宗に作らせたと言われる道路で、現在の勢至堂峠の原形にあたる。

## 現道
1994年7月に勢至堂トンネルが開通し、現在国道は同トンネルを経由している。トンネルが開通するまでは現在の旧道を経由していたが、現在は勢至堂集落付近なども含めて道路の改良がされている。

### 道路施設
東湯口橋
- 全長：22.5m
- 幅員：6.0（8.5）m
- 形式：鋼単純合成鈑桁橋
- 竣工：2009年度
- 施工：矢田工業

須賀川市勢至堂字笹畑に位置し一級水系阿武隈川水系釈迦堂川支流江花川を渡る。須賀川市内と勢至堂集落を結ぶ区間にある狭隘区間の解消のためのバイパス整備に伴い、国道改築事業として建設された。総工費は1億500万円。
光風橋（須賀川市 勢至堂沢）
- 全長：33.0ｍ
- 幅員：8.0ｍ
- 形式：単径間単純合成鋼鈑桁橋
- 竣工：1986年度

須賀川市勢至堂にて一級水系阿武隈川水系江花川支流の勢至堂沢を渡る。勢至堂峠改良に伴い1985年度より国道橋梁整備事業として着手された。勢至堂峠改良工事区間において最後に完成した橋梁である。総工費は9300万円。
勢至堂大橋（須賀川市）
- 全長：87.0m
  - 主径間：33.8m
- 幅員：8.0m
- 形式：3径間連続非合成鋼鈑桁橋
- 竣工：1984年

須賀川市勢至堂に位置する。勢至堂峠改良事業に伴い1982年度に着工された。国庫補助事業としては福島県内で初めて耐候性鋼材を裸使用した橋梁である。総事業費は2億2380万円。
勢至堂トンネル